# MiMA
MiMA，意为“曼哈顿之中”（Middle of Manhattan），是一栋位于纽约市曼哈顿地狱厨房西42街450号上的混合用途建筑。该大楼于2007年破土动工，并于2010年8月初封顶。 该建筑共有43层高档出租房屋（7-50层），12层公寓（51-63层），底部楼层由Yotel酒店占据。大楼高度为195米（638英尺）。